# Liste der Ehrenbürger von Dachau
Die Ehrenbürgerwürde ist die höchste kommunale Auszeichnung der Großen Kreisstadt Dachau.
Bislang wurden 12 Personen zu Ehrenbürgern ernannt.

## Die Ehrenbürger der Stadt Dachau

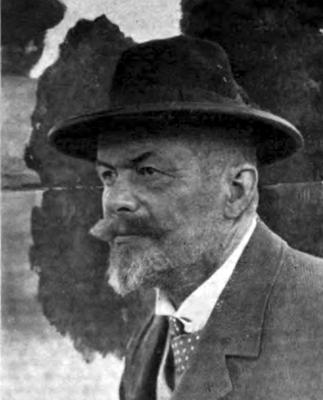
Ludwig Dill

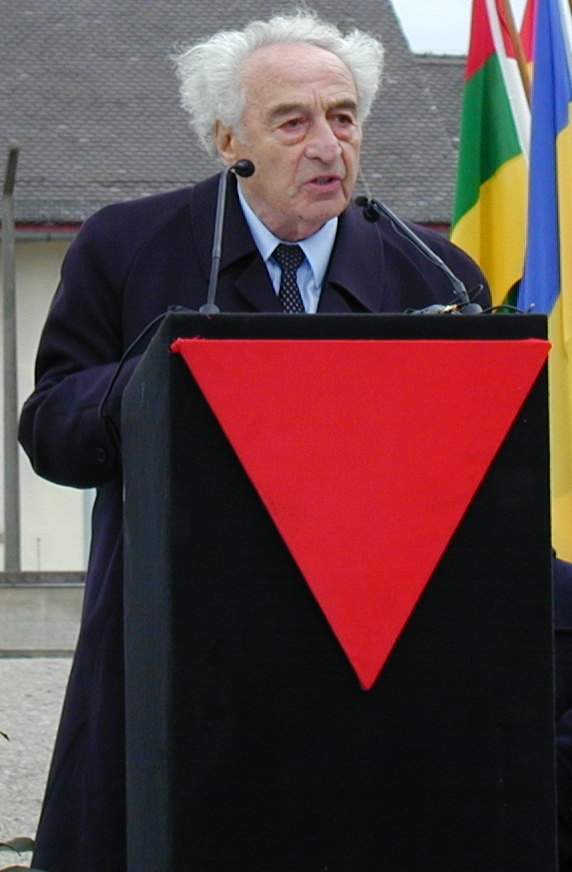
Max Mannheimer

Hinweis: Die Auflistung erfolgt chronologisch nach Datum der Zuerkennung.
1. Leonhard Freiherr von Hohenhausen (1788–1872)
Generaladjutant
Verleihung 1856
Freiherr von Hohenhausen wurde in Dachau geboren. Zum Ehrenbürger wurde er für die Erwirkung der Schranne ernannt.
2. Karl Feldigl (1831–1904)
Volksschullehrer
Verleihung 1889
Geehrt wurde er für seine Verdienste im Bildungswesen.
3. Heinrich Engert (1831–1915)
Bezirksarzt
Verleihung 1903
Engert wurde für seine Verdienste um die Armenpflege zum Ehrenbürger ernannt.
4. Constantin Höfler (1845–1920)
Apotheker
Verleihung 1904
Mit der Ehrenbürgerschaft wurden seine Verdienste für die Einführung der gemeindlichen Sparkasse gewürdigt.
5. Hermann Stockmann (1867–1938)
Maler und Zeichner
Verleihung 1927
Stockmann war Kunstprofessor in München. Er lebte 40 Jahre in Dachau und baute dort das Bezirksmuseums und die Gemäldegalerie auf.
Ludwig Dill
6. Ludwig Dill (1848–1940)
Maler
Verleihung 1936
Dill wurde in Würdigung seiner Verdienste um das Kunstleben die Ehrenbürgerschaft zuerkannt.
7. Prälat Friedrich Pfanzelt (1881–1958)
Stadtpfarrer
Verleihung 1955
Pfanzelt war Stadtpfarrer an St. Jakob. Anlässlich seines 25-jährigen Dienstjubiläums wurde ihm die Ehrenbürgerschaft verliehen.
8. Josef Straßer (1885–1956)
Betriebsrat
Verleihung 1955
Straßer war Betriebsrat bei der von Krauss-Maffei. Mit der Ehrenbürgerschaft wurde sein Einsatz für soziale Belange gewürdigt.
9. Heinrich Nicolaus (1892–1966)
Unternehmer
Verleihung 1962
Nicolaus war Besitzer der MD-Papierfabrik. Für seine Verdienste um die wirtschaftliche Entwicklung wurde er zum Ehrenbürger ernannt.
10. Leopold Guggenberger (1918–2017)
Bürgermeister
Verleihung 1985
Guggenberger war von 1973 bis 1997 Bürgermeister der Partnerstadt Klagenfurt.
Max Mannheimer
11. Lorenz Reitmeier (1930–2020)
Oberbürgermeister
Verleihung 1998
Reitmeier war von 1966 bis 1996 Oberbürgermeister von Dachau. Gewürdigt wurden seine Verdienste um die Stadt.
12. Max Mannheimer (1920–2016)
Zeitzeuge
Verleihung 2011
Mannheimer war Häftling im KZ Dachau. Über Jahrzehnte stellte er sich als Zeitzeuge zur Verfügung, um die Schrecken des nationalsozialistischen Regimes vor dem Vergessen zu bewahren.